# Svitoslav Peruzzi
Svitoslav Peruzzi (né le 17 octobre 1881 à Laibach, Carniole, Autriche-Hongrie, mort le 15 avril 1936  à Split, Royaume de Yougoslavie) était un sculpteur yougoslave.

## Galerie

### Photos

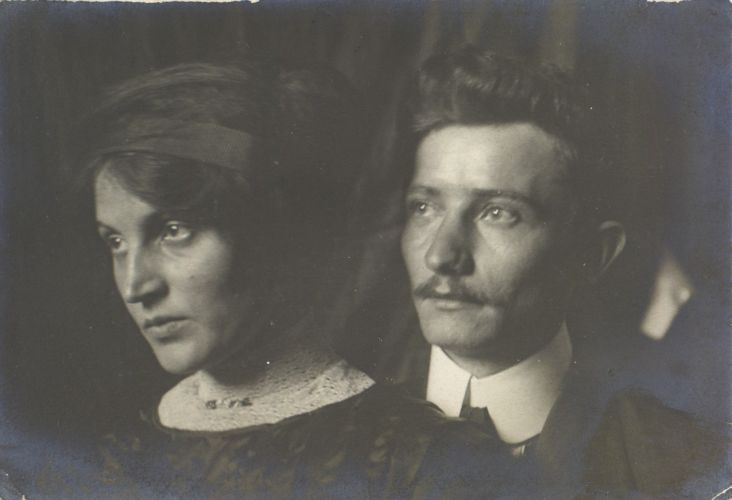
Avec sa femme. Photo de Fran Vesel.
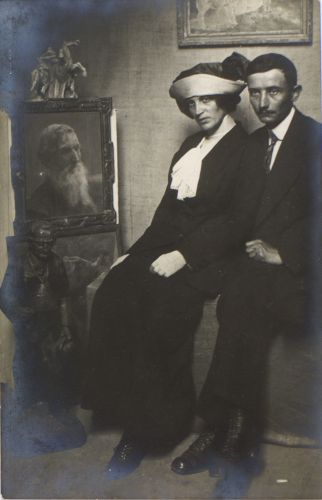
Entre 1910 et 1915. Photo de Fran Vesel
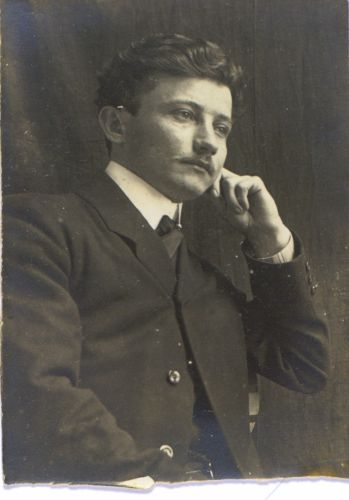
Dans les années 1910. Photo de Fran Vesel
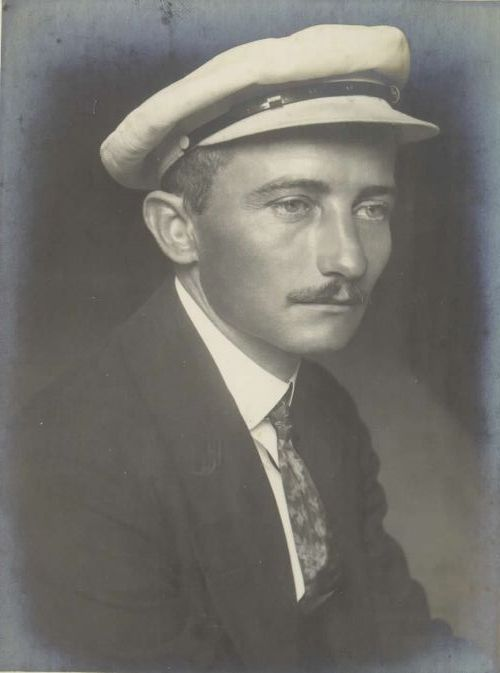
Dans les années 1910. Photo de Fran Vesel
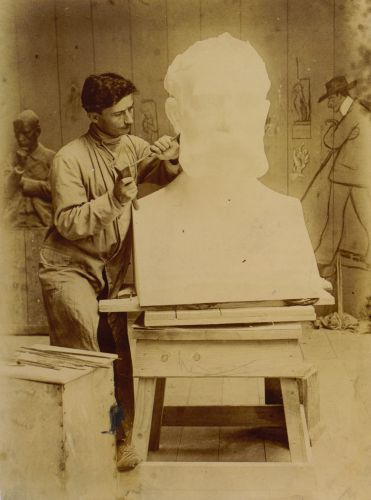
Dans son atelier. Photo de Fran Vesel
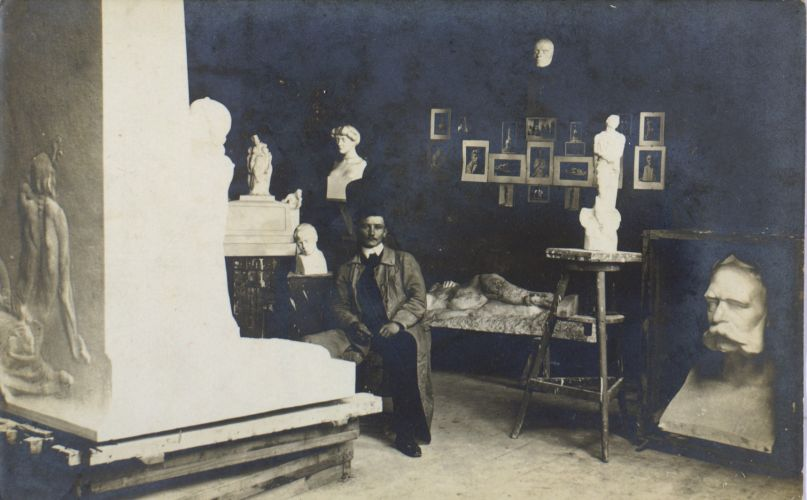
Dans son atelier. Photo de Fran Vesel
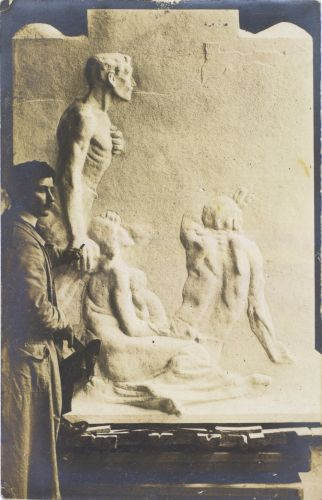
Entre 1910 et 1915
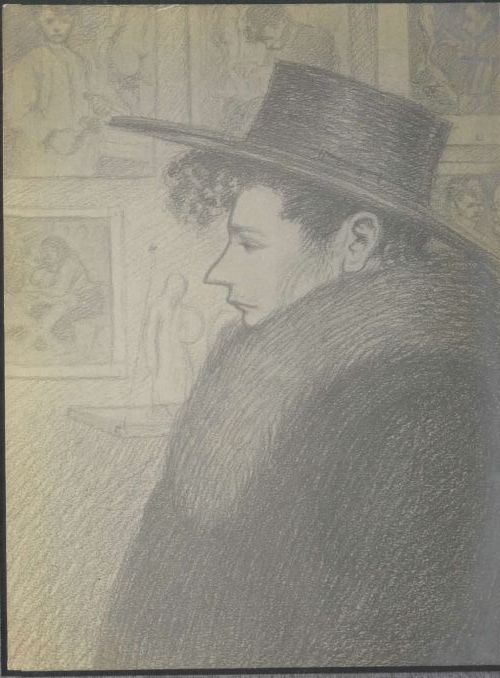
Caricaturé par Hinko Smrekar

### Œuvres

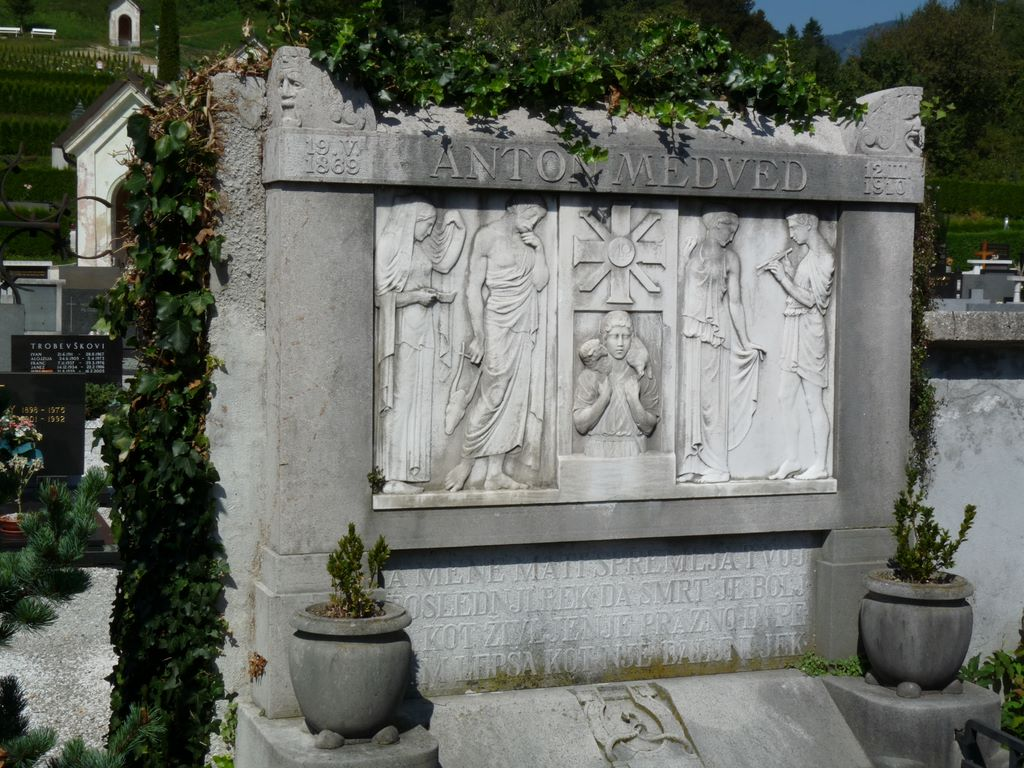
Monument en l'honneur de Anton Medved (1869-1910) (sl) à Kamnik
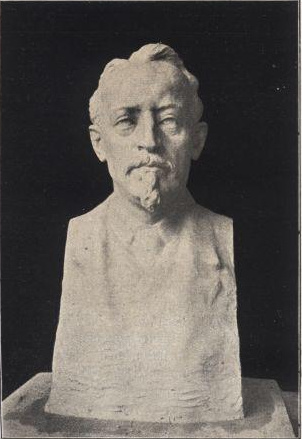
Fran Levstik
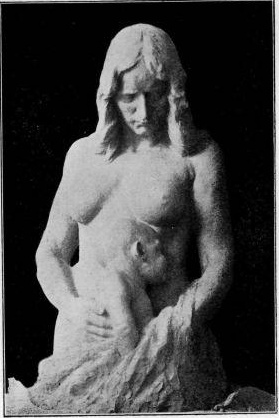
Mati
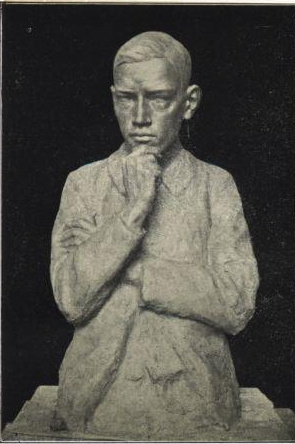
Portretna študija
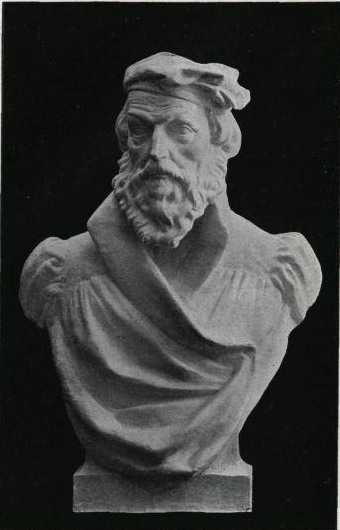
Primož Trubar
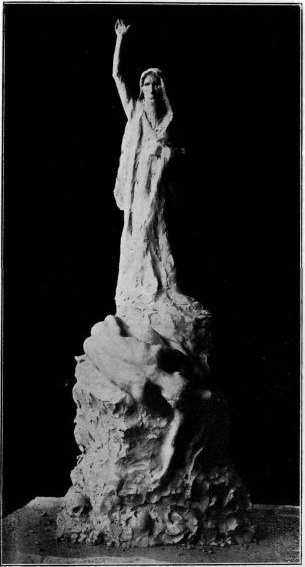
Smrt je ljubezen-smrt je življenje
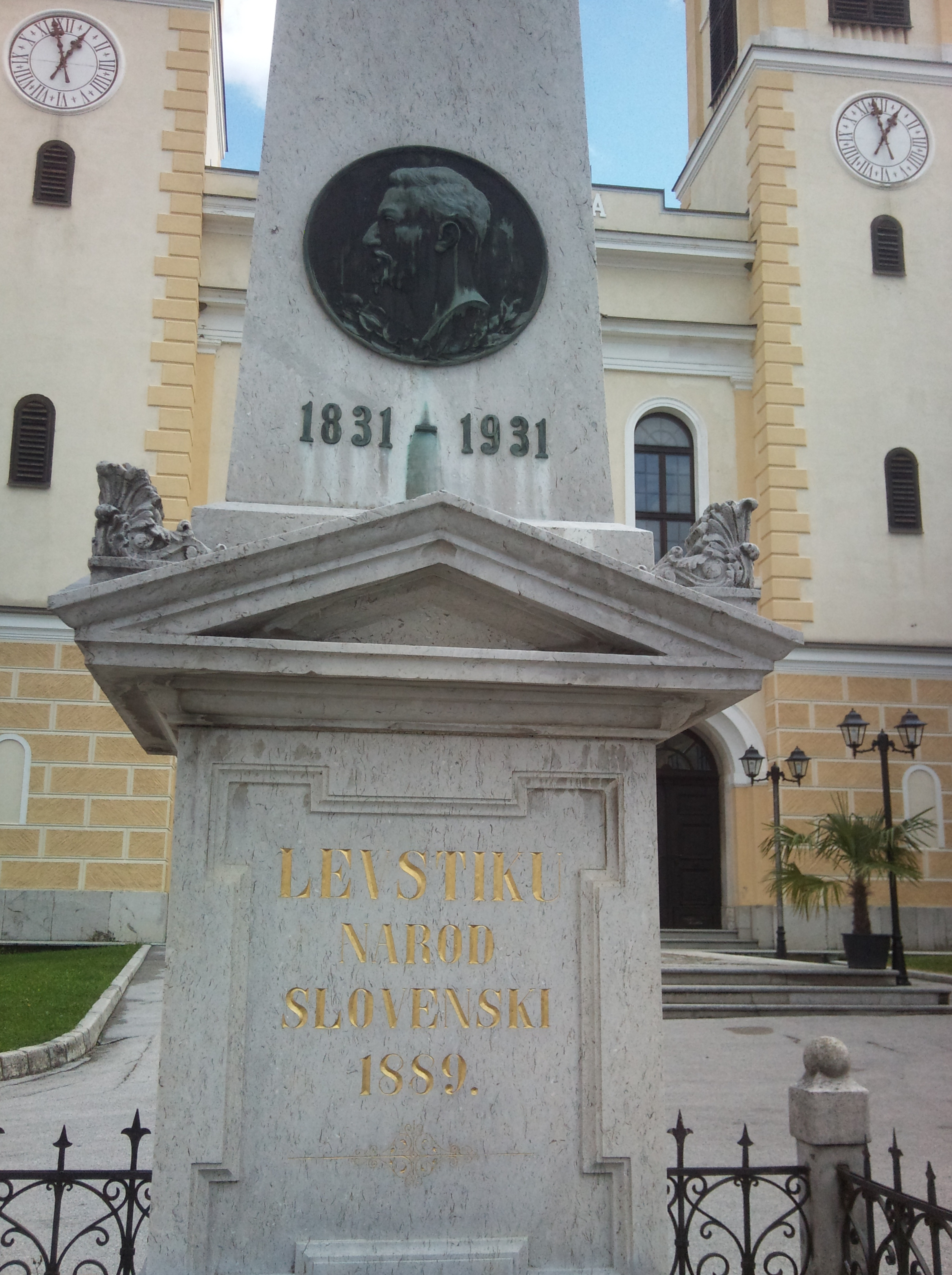
Monument en hommage à Fran Levstik à Velike Lašče